# Història de les enciclopèdies

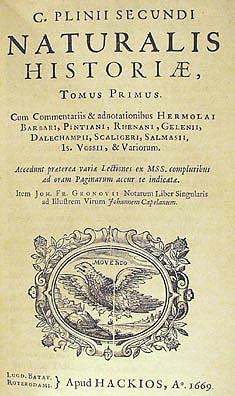
Portada d'una edició de 1669 de la Naturalis Historia

Una història de les enciclopèdies hauria de presentar un recull de les obres esmentades i de treballs de caràcter semblant, amb independència del títol original. La possibilitat teòrica d'escriure una obra que resumís una part de tots els coneixements va començar amb la invenció de l'escriptura. Els primers assajos foren molt posteriors, en forma de manuscrits. La impremta va permetre l'edició i la popularització de veritables enciclopèdies.
La fotografia i el cinema eixamplaren les possibilitats de les publicacions enciclopèdiques, permetent oferir imatges estàtiques o en moviment. L'actual era digital posa a l'abast de molta gent enciclopèdies antigues o modernes, prèviament editades en paper. I també, i encara més important, l'edició de veritables enciclopèdies digitals amb formats diversos i no subjectes a molts dels condicionants de les tradicionals enciclopèdies de paper.
El mot enciclopèdia procedeix del grec kýklos ('cicle') i paidéia ('educació'), i significa 'cicle del saber'. El mot fou introduït en l'accepció actual per Paul Scalich en la seva obra Encyclopaedia, seu Orbis disciplinarum (1559).
Aquest article presenta una llista, ordenada cronològicament, de diverses enciclopèdies, diccionaris enciclopèdics i obres de caràcter general.
- Les dates poden ser aproximades. No sempre és possible oferir la data de la primera edició i algunes obres antigues no disposen d'una data concreta.
- La llista només és representativa, de cap manera exhaustiva.

## Precedents antics
- c. 3.500 aC. Llistes lexicogràfiques, en sumeri i llengües veïnes. Ordenades fonèticament o “alfabèticament” (per la forma dels ideogrames). Una mena de proto-enciclopèdies.[1]
- c. 1700 aC. Onomasticon de Ramesseum.[2]
- c. 1100 aC. Onomasticon d'Amenofis IV. (La data del document no es correspon amb les dates del faraó).[3]

### Inici de l'era cristiana
- c. 37 dC. Aule Corneli Cels [en llatí: Aulus Cornelius Celsus]. Autor de De artibus, obra en la qual recollí els coneixements del seu temps. El sisè llibre, De arte medica o De Medicina, és l'únic conservat totalment, on parla de la dieta, la farmàcia, la cirurgia i altres temes relacionats.[4]
- Marc Terenci Varró (116 aC - 27 aC)
  - Varró va produir una obra molt extensa i que aplegava molts àmbits però només s'ha conservat De re rustica i una part bastant àmplia de De lingua latina. Però algunes de les seves obres més importants s'han perdut.
  - Disciplinae "Disciplines": era una obra enciclopèdica que comprenia les arts liberals: gramàtica, didàctica, retòrica, geometria, aritmètica, astronomia, música, medicina i arquitectura. En aquesta obra volia conduir el lector des del que és aparent cap al que no ho és, i tot i que s'allunyava dels texts exclusivament pràctics no es proposava acumular coneixements inútils. Esdevé un portaveu del model educatiu grec. Tot i que no ens ha arribat, el text va exercir una gran influència a l'antiguitat tardana, per exemple en Sant Agustí i Marcià Capel·la.
- Plini el Vell (23 dC - 79 dC). Una de les primeres obres enciclopèdiques que han sobreviscut i han arribat als temps moderns és la Naturalis Historiae de Plini el Vell, un estadista i escriptor romà que va viure durant el segle I. Va compilar una obra de 37 llibres que abasta la història natural, l'art, l'arquitectura, la medicina, la geografia, la geologia i tots els aspectes del món que l'envoltava. Al pròleg va indicar que havia compilat 20.000 elements a partir de 2000 obres diverses de 200 autors, i que havia afegit molts d'altres de la seva pròpia experiència. L'obra va ser començada a publicar l'any 77 pel mateix Plini i va ser continuada per Plini el jove després de la seva mort durant l'erupció del Vesuvi del 79.[5]
- Aule Gel·li (Aulus Gellius) (vers 115 - 180).[6][7][8]
  - La seva obra Nits àtiques (Noctes Atticae) no és una enciclopèdia però ofereix explicacions notables sobre molts temes.
- 228. Ateneu de Nàucratis. Deipnosophistae.[9][10]
- c 400. Marcià Mineu Fèlix Capel·la (Martianus Mineus Felix Capella). De nuptiis Philologiae et Mercurii.[11][12]
- c 410. Noni Marcel  (Nonius Marcellus). Nonii Marcelli Peripatetici Tuburticensis de Compendiosa Doctrini per Litteras ad Filium.[13]
- 476. Caiguda de l'Imperi Romà d'Occident.

## Precedents medievals

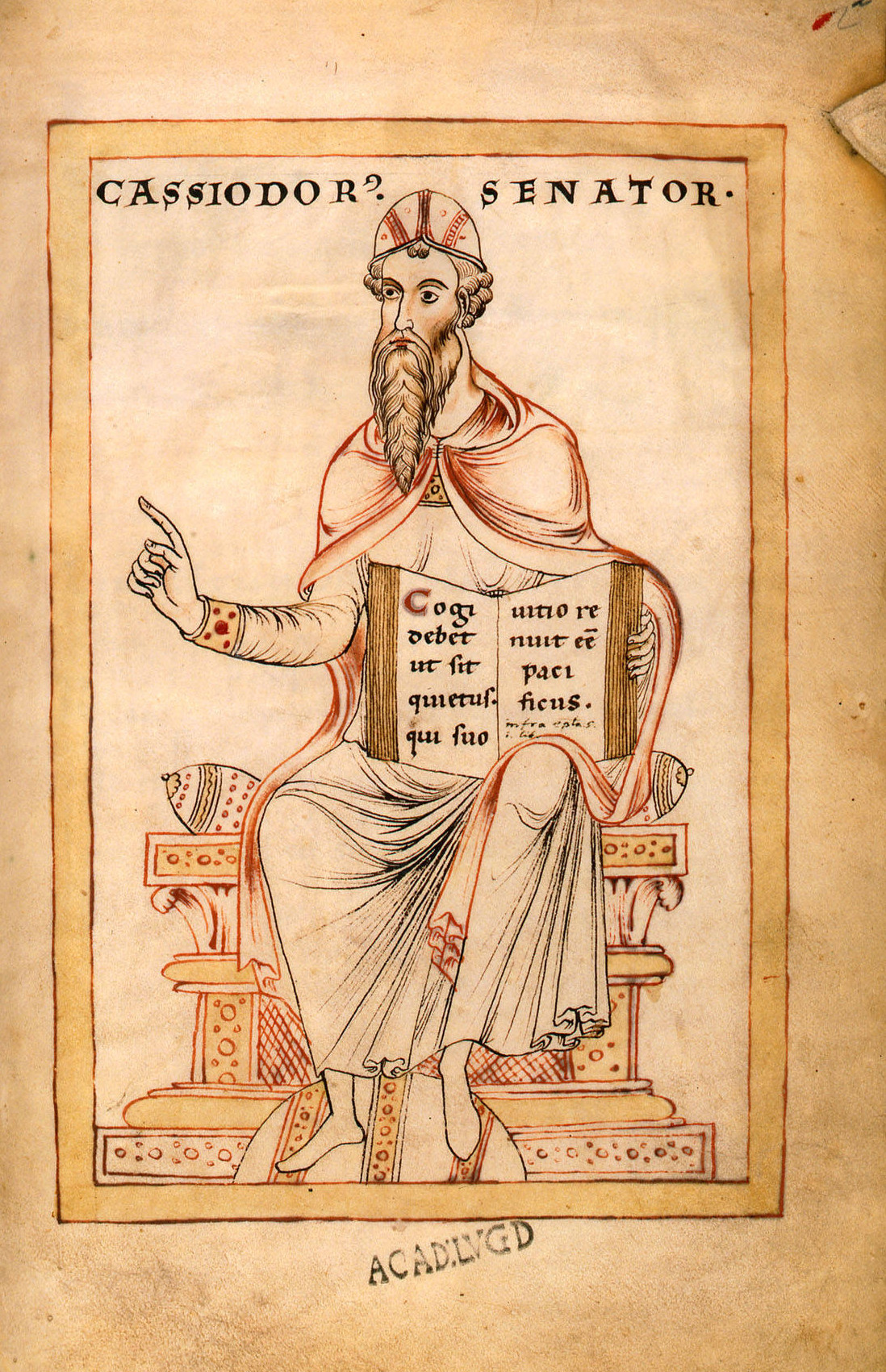
Cassiodor.

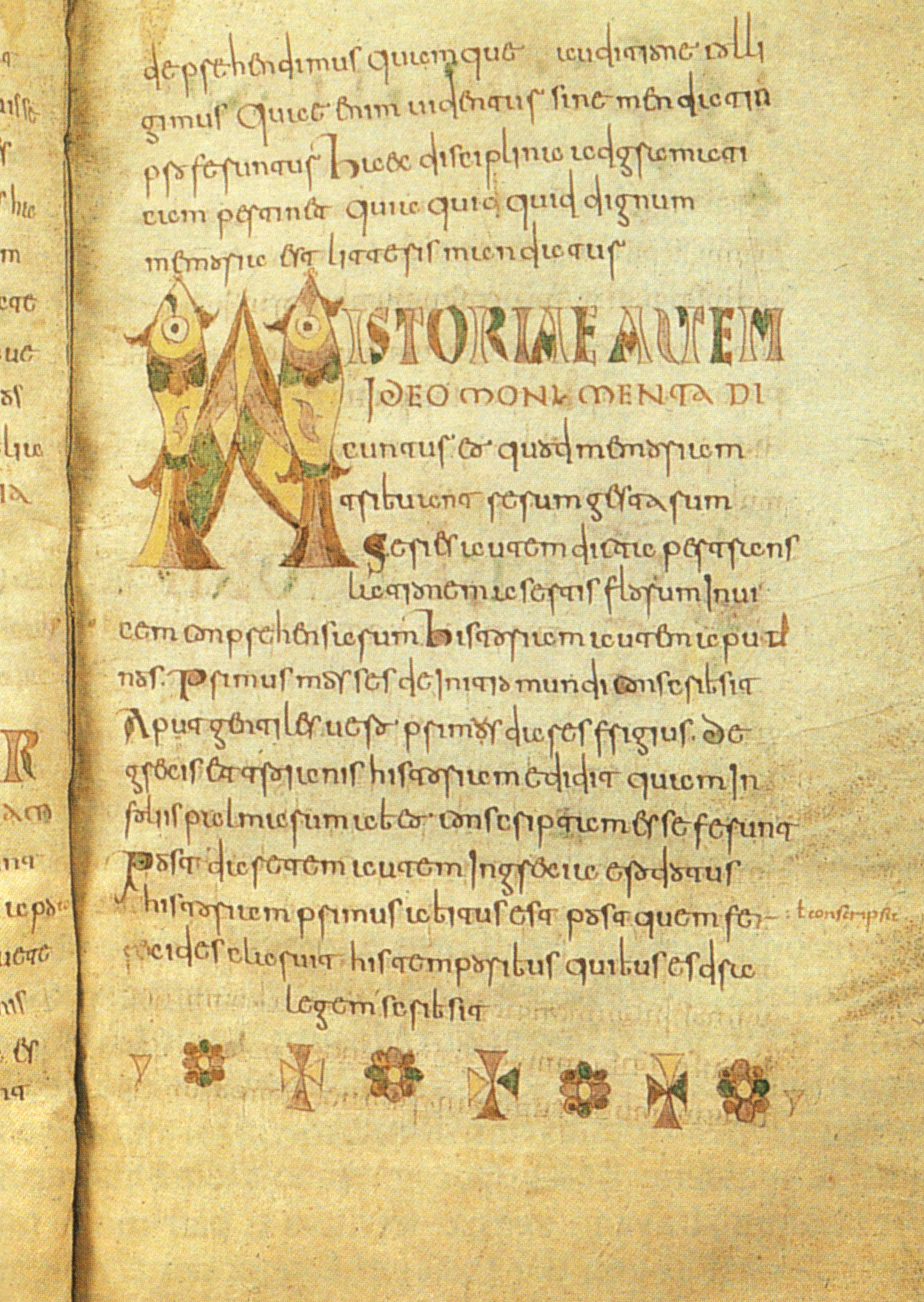
Còdex de les Etimologies, final del s. VIII (Brussel·les, Bibliothèque royale)

- 505–587. Varahamihira. Brihat Samhita (La gran compilació), una mena d'enciclopèdia sobre tota mena de coneixements de la seva època.[14][15]
- 560. Cassiodor. Institutiones.[16]
- 630. Isidor de Sevilla fou un dels més grans erudits de l'alta edat mitjana, és reconegut com l'autor de la primera enciclopèdia coneguda de l'edat mitjana, les Etimologies (vers el 630), on va compilar una part important del coneixement de l'època, tant antic com modern. L'enciclopèdia té 448 capítols distribuïts en 20 volums, i és molt valuosa perquè conté cites i fragments de textos d'altres autors que s'haurien perdut si no haguessin estat recollits per Isidor.[17][18]
- c. 641. Ouyang Xun, Linghu Defen, Yuan Lang i Zhao Hongzhi. Yiwen Leiju.[19]
  - Enciclopèdia xinesa.
- c. 830. Raban Maur, De universo o De rerum naturis.[20]
- c. 890. Foci I de Constantinoble. Biblioteca o Myriobiblion (en grec, Βιβλιοθήκη, Μυριόβιβλος). El títol original era: Inventari i enumeració dels llibres que he llegit, o dels que el nostre estimat germà Tarassi em demanà una anàlisi general.[21]
- 925–996. Li Fang fou responsable de la compilació de tres dels Quatre grans llibres de Song.[22]
- 947. Al-Massudí. Els prats d'or.[23]
- 960. Germans de la Puresa. Enciclopèdia dels Germans de la Puresa.[24][25]
- c. 990. Suides. La Suïda (Suidas, Σουΐδας) o la Suda (Σοῦδα, Souda) és una gran enciclopèdia romana d'Orient sobre el món antic, escrita en grec vers el segle x. Va ser probablement escrita per diversos erudits, tot i que sovint s'ha considerat el nom de Suides com el de l'autor, però Suides o Suda és també una paraula grega que vol dir 'fortí', 'guia', 'rasa', i per això tant es pot parlar de la Suda com de Suides.[26]

### Segle XI
- 1014-1020. Avicenna. Kitāb al-Shifā'.[27]

### Segle XII
- 1080–1154. Honori d'Autun. Imago mundi.[28]
- 1120. Lambertus de Sancto Audomaro. Liber floridus.[29]
- 1137. Hug de Sant Víctor. Didascalicon (Didascalicon de studio legendis).[30]
- 1185. Herrada de Landsberg. Hortus deliciarum.[31]
- 1190. Alexander Neckam.
  - De naturis rerum.[32]
  - De utensilibus o De nominibus utensilium.[33][34][35]

### Segle XIII
- 1206. Albert el Gran. El conjunt de la seva obra pot considerar-se enciclopèdic.[36]
- 1237-1240. Tomàs de Cantimpré. De Natura Rerum.[37]
- 1240. Bartholomeus Anglicus. De proprietatibus rerum.[38][39][40][41]
- 1260. Vicent de Beauvais. Speculum Maius.[42]
- 1260-1267. Brunetto Latini. Li livres dou Tresor.[43][44][45]
- c. 1260-1280. Jacob van Maerlant. Les seves obres, considerades en conjunt tenen caràcter enciclopèdic.[46]
- 1296. Ramon Llull. Arbre de ciència.[47]

### Segle XIV
- 1333. Nâçerî és un cèlebre tractat d'hipologia redactat l'any 1333, per Abu Bakr ibn Badr Eddîn ibn El Moundir El Baïtar, per encàrrec del soldà mameluc Mohamed Ibn Qalâoun, també anomenat sultan Ennâcer (victorieux), d'on el nom de Naceri (relatiu a Nacer).[48][49]
  - Veritable enciclopèdia sobre els cavalls àrabs (traduïda al francès).
- 1335-1418. Domenico di Bandino o Dominicus Bandinus. Fons memorabilium universi.[50][51]
- c 1344. Leví ben Gerson. Schaar haschumaim (La porta del cel).[52][53][54][55]
- c 1375. Ibn Khaldun. La seva obra principal es coneix com a Muqaddima (المقدمة, Al-muqaddima «Prolegòmens») i, en realitat, és la introducció a una altra obra més àmplia coneguda com a Kitab al-ibar o Llibre de l'evidència, registre dels indicis i esdeveniments dels dies dels àrabs, perses i berbers i els seus poderosos contemporanis, que és una història universal amb una especial atenció a la dels nòmades amazics i la seva relació amb la vida urbana.[56]

### Segle XV
- 1408. Yongle Dadian, (en xinès tradicional: 永樂大典) és el nom d'una enciclopèdia xinesa encarregada per l'emperador Yongle, la més gran que ha existit fins a l'arribada de les fonts digitals. Va ser escrita per més de 2.169 especialistes des de 1403 a 1408, que van compilar més de 22.937 volums (índex alfabètic inclòs) en 11.095 llibres.[57]

## A partir del Renaixement

### Segle XVI
- 1501. Giorgio Valla. De expetendis et fugiendis rebus  (Sobre el que cal recercar i allò de què cal fugir).[58]
  - La primera enciclopèdia que fou impresa.
- 1503. Domenicus Nanus Mirabellius. Polyanthea.[59][60]
- 1503. Gregor Reisch. Margarita Philosophica.[61]
- 1506. Raffaele Maffei. Commentariorum urbanorum libri XXXVIII.[62]
- 1517. Johannes Aventinus. Encyclopedia orbisque doctrinarum, hoc est omnium artium, scientiarum, ipsius philosophiae index ac divisio.[63]
- 1531. Joan Lluís Vives i March. De Disciplinis.[64]
- 1538. Joachim Sterck van Ringelbergh (Joachimus Fortius Ringelbergius). Lucubrationes vel potius absolutissima kyklopaideia.[65]
- 1553. Charles Estienne. Dictionarium historicum, geographicum et poeticum.[66]
- 1555. Petrus Ramus. Dialectique.[67]
- 1559. Paul Scalich. Encyclopaedia seu orbis disciplinarum tam sacrarum quam prophanarum epistemon ("Enciclopèdia, o Coneixement del Món de Disciplines"; Basel, 1559). Fou el primer llibre titulat com a enciclopèdia.[68]
- 1565-1587. Theodor Zwinger . Theatrum vitæ humanæ.[69]

### Seglexvii
- 1612. François Béroalde de Verville. Palais des curieux.[70][71]
- 1620. Francis Bacon. Novum Organum.[72][73]
  - Instauratio magna.[74]
- 1630. Johann Heinrich Alsted. Encyclopædia, septem tomis distincta.[75]
  - Scientiarum omnium encyclopædiæ (Lyon, 1649, 4 vol)
- 1637. Song Yingxing (1587–1666). Tiangong Kaiwu (Explotació de les obres de la natura).[76]
- 1646. Thomas Browne. Pseudodoxia Epidèmica.[77]

## Seglexviii
- 1704. John Harris. English Lexicon Technicum: Or, A Universal English Dictionary of Arts and Sciences: Explaining not only the Terms of Art, but the Arts Themselves.[78]
- 1728. Ephraim Chambers. Cyclopædia, or an Universal Dictionary of Arts and Sciences..[79]
- 1751. Denis Diderot i Jean-le-Rond d'Alembert. Encyclopédie.[80]
  - Encyclopédie, ou Dictionnaire raisonné des sciences, des arts et des métiers. Wikisource. La Bibliothèque libre.
- 1770. Un grup de savis dirigits per Kim Ch'in. Tongguk Munhon pigo (Compilació de documents sobre Corea).[81]
- 1773. Lê Quý Đôn . Vân Đài Loại Ngữ. Primera enciclopèdia vietnamesa.[82]
- 1780-1791. Antoni Sañez Reguart fou autor del «Diccionario histórico de los artes de la pesca nacional», publicat en cinc volums amb 346 làmines.
  - Volum 1.[83]
  - Volum 2.[84]
  - Volum 3.[85]
  - Volum 4.[86]
  - Volum 5.[87]

## Seglexix
- 1801-1810. Encyclopædia Britannica (4a edició).[88]
- 1808-1830. The Edinburgh encyclopædia (18 volums).[89]
- 1808. Brockhaus Enzyklopädie.[90]
- 1817. Encyclopædia Metropolitana (28 vol., 1817-45).[91]
  - No estava ordenada alfabèticament.
- 1818. Allgemeine Enzyklopädie der Wissenschaften und Künste.[92]
- 1821. Nicolas Roret. Encyclopédie Roret. Col·lecció de manuals tècnics. 112 títols diferents publicats, fins a l'any 1939.[93]
  - Exemple 1: Nouveau manuel du tourneur.[94]
  - Exemple 2: Nouveau manuel complet du relieur[95]
- 1823. Eustache-Marie Courtin. Encyclopédie moderne (24 volumes in-octavo ;1823-32).
- 1824. Antonio Bazzarini. Diccionario emciclopedico delle scienze, lettre ed arti (16 vol., Venise, 1824-1837).
- 1828. Noah Webster. American dictionary of the English language (2 vol., 1828).
- 1829. Encyclopedia Americana (13 vol., 1829-33)
- 1832. Ambroise Firmin Didot . Dictionnaire de la conversation et de la lecture: répertoire des connaissances usuelles (52 volums in-octavo Paris, Belin-Mandar, 1832-1839)
- 1833. Pierre Leroux i Jean Reynaud. Encyclopédie nouvelle (1833-1847). Inacabada.
- 1834. Yishi jishi (publicada per Wei Song), obra enciclopèdica resumida, amb 22 capítols i 2000 articles.[96]
- 1840. Der grosse Conversation-Lexikon für die gebildeten Stände
- 1853. Konversations-Lexikon
- 1853. Charles Anderson Dana i George Ripley. The new American cyclopædia (16 vol., 1853-63)
- 1860. Chambers's Encyclopædia (10 vol., 1860-68)
- 1877-1919. Dictionnaire des Antiquités grecques et romaines. Charles Victor Daremberg i Edmond Saglio. (10 volums. En francès. Hachette).[97]
- 1884. Paul Guérin. Dictionnaire des dictionnaires. Lettres, sciences, arts, encyclopédie universelle (6 volums, 1884-1890).
- 1886. Ferdinand-Camille Dreyfus i Marcellin Berthelot. La Grande Encyclopédie (31 vol., 1886-1902).
- 1887. Diccionario enciclopédico hispano-americano de literatura, ciencias y artes (25 vol., 1887-1899).[98]
  - Enciclopèdia publicada per l'editorial Montaner i Simón, empresa fundada a Barcelona l'any 1861 per Ramon de Montaner i Vila i Francesc Simón i Font.
- 1890. Grèce. Enkuklopaideia de Politis (6 vol., 1890-1902).

## Segle XX
- 1905- 1930. Enciclopèdia Espasa.
  - Títol: Enciclopedia universal ilustrada europeo-americana: etimologías sánscrito, hebreo, griego, latín, árabe, lenguas indígenas americanas, etc. : versiones de la mayoría de las voces en francés, italiano, inglés, alemán, portugués, catalán, esperanto.
- 1908. Alfred Mézières. Encyclopédie universelle du XXe siècle (12 vol., 1908-10).
- 1909. Primera enciclopèdia en finès: Tietosanakirja (11 vol., 1909-1922).
- 1923. Mohammed Farid Wajdi. Da'irat al-Maarif-al-Qarn al-Rabi 'ashar-al-'ishrin (El Caire, 10 vol., 1923-25).
- 1925. Giovanni Gentile. Enciclopedia italiana (36 vol., 1925-1936).
- 1929. Enciclopedia Treccani. Enciclopedia Italiana di scienze, lettere ed arti.
- 1934. Dictionnaire encyclopédique Quillet.[99]
- 1935. Lucien Febvre i Anatole de Monzie. Encyclopédie française (20 vol., 1935-1966).
  - Ordre per temes.
  - Editada en fulls independents per a ser integrats mitjançant un arxivador.
- 1936. Grande Enciclopédia Portuguesa e Brasileira (40 vol., 1936-1960).
- 1941. Presses universitaires de France (PUF). Col·lecció « Que sais-je ? », de llibres independents de format únic de 128 pàgines. L'any 2017 hi havia més de 4.000 títols publicats.
- 1944. Encyclopédie hébraïque (32 vol., 1944-1980).
- 1946. Techniques de l'Ingénieur.
  - Originalment s'editava en paper. Els articles s'arxivaven en unes cobertes especials i s'anaven actualitzant.
  - Actualment es poden obtenir (també en diversos formats digitals) més 140.000 articles tècnics especialitzats.

### Any 1950 i següents
- 1955. Encyclopédie persane, basada en la Columbia Viking Desk Encyclopedia (2 vol., 1955-1996).
- 1956. Editorial Gallimard. Encyclopédie de la Pléiade (49 volums, en paper bíblia ; 1956-1991).
- 1960-1975. Grande Encyclopédie de Larousse.
- 1960. Encyclopédie Grolier en 15 volums.[100]
- 1963. Quid. Anuari enciclopèdic condensat.
- 1968-1980. Gran Enciclopèdia Catalana.[101]
- 1968. Encyclopædia Universalis, en 20 volums (1968-1975).
- 1970. Encyclopédie Alpha. (15 volums).
- 1979-2014. Enciclopèdia de Menorca.
- 1980. Zhongguo da baike quanshu (Gran enciclopèdia xinesa) (74 vol., 1980-1993)
- 1980-1981. Gran Enciclopedia Aragonesa.
- 1998-1991. Gran Enciclopèdia de Mallorca.
- 1990-1991. Gran enciclopèdia valenciana.[102]
- 1975. Enciclopedia del Novecento (7 vol., 1975-1984).
- 2001. L'Université de tous les savoirs, 6 volums, Éditions Odile Jacob, Paris, 2000-2001.

## Enciclopèdies en CD-ROM
A finals del segle XX algunes enciclopèdies es publicaven en CD-ROM per ser utilitzades amb ordinadors personals.